# Hyphydrus imitator
Hyphydrus imitator là một loài bọ cánh cứng trong họ Bọ nước. Loài này được Biström miêu tả khoa học năm 1984.